# Hồ Chí Mân
Hồ Chí Mân, sinh năm 1934, người dân tộc Kor, là Anh hùng Lực lượng vũ trang nhân dân ở Việt Nam.

## Tiểu sử
Hồ Chí Mân sinh ra và lớn lên tại xã Trà Phong, huyện Tây Trà, tỉnh Quảng Ngãi. Năm 1954, ông tham gia cách mạng. Từ năm 1959 đến năm 1968, ông chỉ huy đơn vị và trực tiếp tham gia 26 trận đánh. Những trận đanh ông tham gia có ý nghĩa quan trọng để đập tan bộ máy ngụy quyền thôn, xã, quét sạch đồn bốt trong huyện, góp phần thiết lập chính quyền của 16 xã; tiêu diệt và ngăn chặn nhiều cuộc càn quét của lính biệt kích, bảo an Mỹ, ngụy trên địa bàn huyện Trà Bồng, củng cố niềm tin vào đường lối và sức mạnh chiến tranh nhân dân do Đảng Cộng sản Việt Nam phát động và lãnh đạo. Sau giải phóng năm 1975, ông thực hiện tốt mọi chức trách, nhiệm vụ được giao. Khi về hưu năm 1990, ông làm Chủ tịch Hội Cựu chiến binh xã Trà Phong.

## Ghi nhận
Với thành tích xuất sắc trong chiến đấu, xây dựng và bảo vệ tổ quốc, ông đã được Đảng và Nhà nước tặng thưởng: 
- Huân chương Độc lập hạng Hai;
- Huân chương Kháng chiến hạng Nhất;
- Huân chương Chống Mỹ hạng Nhất
- Huân chương Giải phóng hạng Hai.[2]
- Anh hùng Lực lượng vũ trang nhân dân